# Apoteóza

J. A. D. Ingres, Apoteóza Homéra
(1827, Louvre)

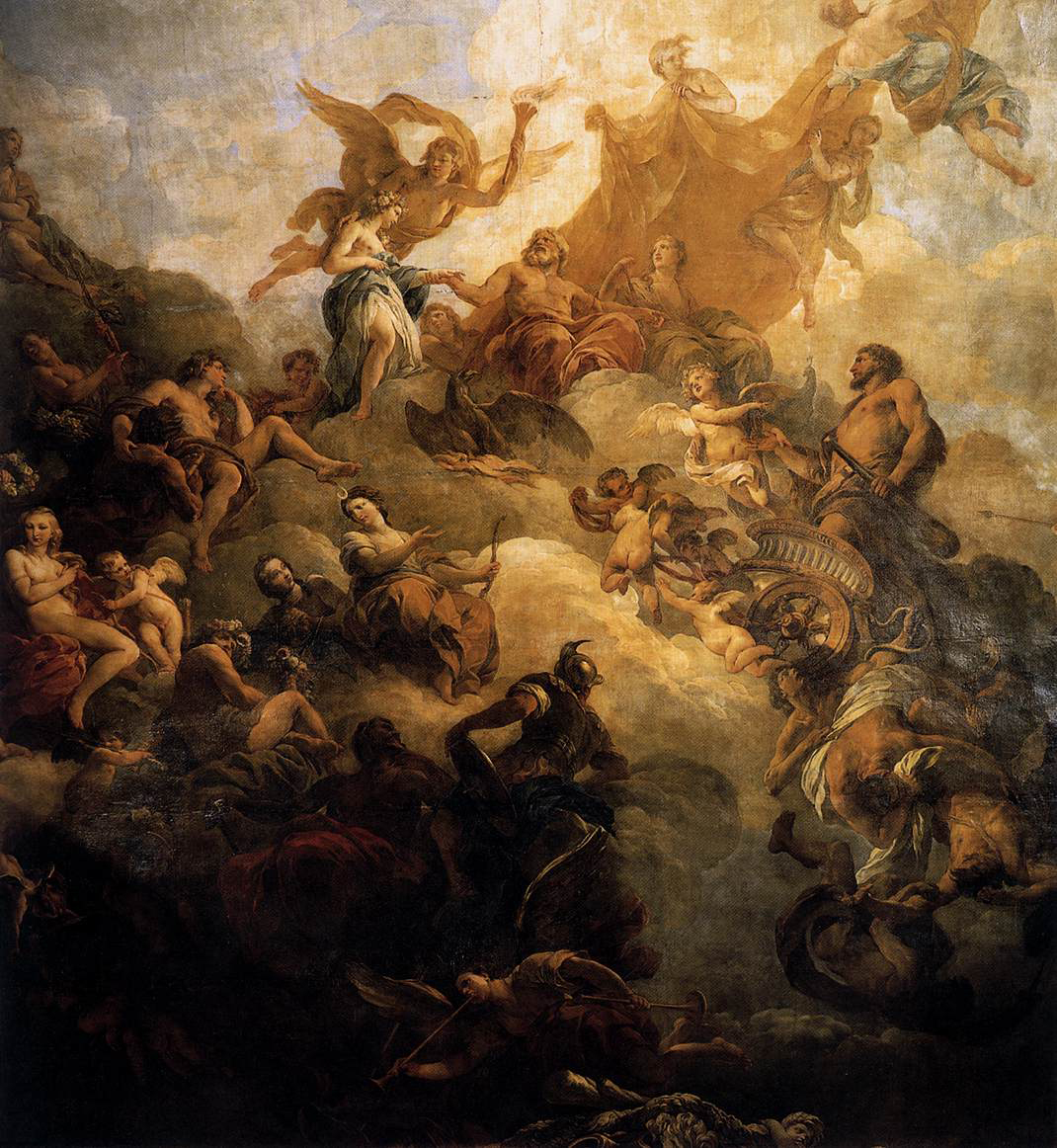
Apoteóza Herkula

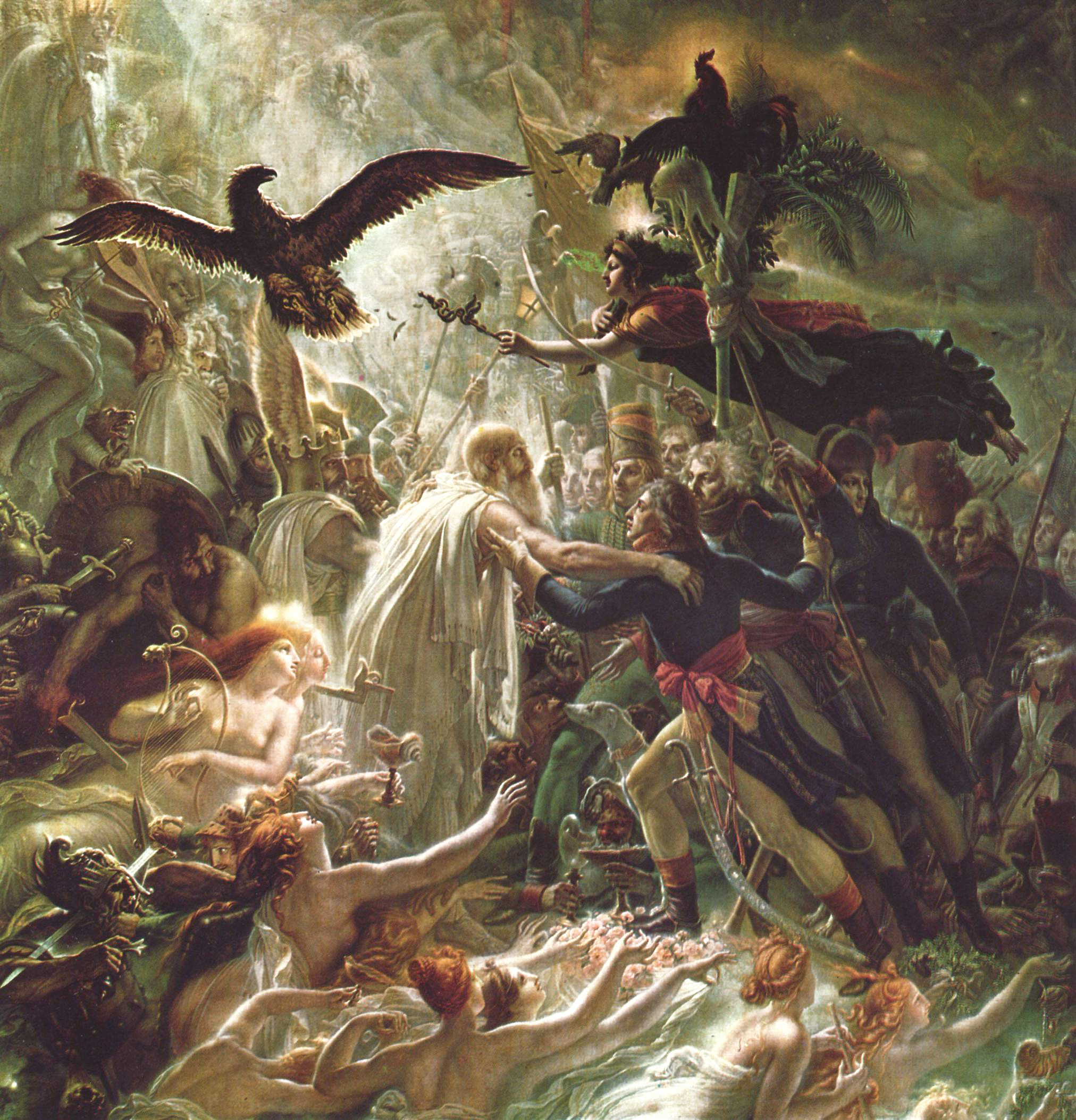
Anne-Louis Girodet de Roussy-Trioson: Ossianovo zbožštění

Apoteóza (z řec. apo-theósis, zbožštění) znamená extrémní oslavu, vyzvednutí člověka nebo i nějaké představy do nadlidské polohy.

## Historie
Apoteóza původně znamená zbožštění, přijetí či vyzdvižení mezi bohy. V řecké a římské mytologii se bohové pokládali za součást světa a od lidí se lišili hlavně tím, že byli nesmrtelní. Velcí hrdinové (Héraklés) a panovníci (Alexandr Veliký) tak mohli být přijati mezi nebeské bohy, stát se nesmrtelnými a často se pak takové postavy ztotožňovaly s hvězdami. Některé významné hvězdy se tedy pokládaly za zbožštěné hrdiny – například souhvězdí Andromeda, Orion nebo Castor a Pollux v souhvězdí Blíženců. V císařském Římě se apoteóza (deificatio) zemřelého císaře stala téměř pravidlem: pohřební průvod šel nejprve na fórum, kde se přednášely chvalořeči, a pak k místu, kde byla mrtvola spálena na hranici. Přitom se vypustil orel, který představoval zemřelého. Podobné rituály zbožštění byly v Egyptě, za dynastie Ming ve staré Číně i jinde.
V monoteistických náboženstvích je Bůh tvůrcem světa a není tedy jeho součástí, takže zásadní rozdíl mezi člověkem a Bohem žádnou apoteózu nepřipouští. Ježíš Kristus se podle křesťanské teologie nestal Bohem, nýbrž jako Bůh už přišel na svět. Východní teologové užívali pojem theósis, přijetí Bohem. Teprve v renesanci se pojem apoteóza opět vyskytuje, i když obvykle jen v přeneseném významu oslavení. Ve výtvarném umění 19. století se vyskytují alegorické „apoteózy“ národa nebo vlasti, například cyklus "Apoteóza zemí koruny České" v Národním divadle od Vojtěcha Hynaise.

### V baletu a hudebním divadle
Apoteóza získala zvláštní význam jako stylistický prostředek v klasickém baletu, například když je tragická smrt hrdiny nebo smrt dvojice milenců v poslední scéně (například v Labutím jezeře) vyzdvižená nebo ozářená, nebo když konflikt, na kterém je příběh založen, je doveden k magickému nebo mytickému řešení (například v Sylvii). Odpovídající číslo pak také nese označení „Apoteóza“.